# Elwendia vaginata
Elwendia vaginata är en växtart i släktet Elwendia och familjen flockblommiga växter.
Arten förekommer i Kazakstan och Uzbekistan. Den beskrevs först av Jevgenij Korovin och fick sitt nu gällande namn av Michail Pimenov och Jevgenij Kljujkov.